# (29568) Gobbi-Belcredi
(29568) Gobbi-Belcredi est un astéroïde de la ceinture principale.

## Description
(29568) Gobbi-Belcredi est un astéroïde de la ceinture principale. Il fut découvert le 25 mars 1998 à Bologne par l'observatoire San Vittore. Il présente une orbite caractérisée par un demi-grand axe de 2,86 UA, une excentricité de 0,10 et une inclinaison de 3,2° par rapport à l'écliptique.

## Compléments